# León Lyon
León Lyon Martin (ur. 3 sierpnia 1918 w Payette, zm. 17 stycznia 2003 w San Juan) – portorykański strzelec, dwukrotny olimpijczyk.
Brał udział w igrzyskach olimpijskich w latach 1960 (Rzym) i 1964 (Tokio). Na obydwu, startował w konkurencji pistoletu szybkostrzelnego z odległości 25 metrów; w Rzymie zajął 40. miejsce, natomiast w Tokio uplasował się na 37. miejscu.

## Wyniki olimpijskie
| Igrzyska | Konkurencja                   | Wynik                 | Miejsce | Źródło |
| -------- | ----------------------------- | --------------------- | ------- | ------ |
| IO 1960  | Pistolet szybkostrzelny, 25 m | 558 punktów (278-280) | 40      | [ 1 ]  |
| IO 1964  | Pistolet szybkostrzelny, 25 m | 570 punktów (286-284) | 37      | [ 2 ]  |